# Борат Сагдијев
Борат Сагдијев (Борат Сагдиев или Борат Сагдиыев, „рођен“ 27. фебруара 1972) је измишљени казахстански новинар ког је осмислио и ког глуми британски комичар, глумац и редитељ Саша Барон Коен.

## Настанак лика и први наступи
Лик Бората је Коен осмислио као новинара из Казахстана, који се сусреће са западном цивилизацијом и при томе стално прави упоређивања између своје наводне домовине и западних држава (типично Велике Британије и САД). Лик се прво појављивао у телевизијској серији Али Џи Шоу .
Хумористични ефект Борат постиже потпуним неразумевањем неких основних цивилизацијских досега (од одевања, преко понашања у друштву и сл.) потенцирајући при томе разлике у односу на Казахстан којег приказује као потпуно заосталу и нецивилизовану државу у којој се на пример жене третирају ка нижа бића, Јевреји се сматрају опасном претњом и сл.

## Контроверзе
Иако се ради о сасвим измишљеном фиктивном лику који потенцирањем одређених тема у ствари само тежи постизању хумористичног ефекта, наступи и филм с Боратом су редовно изазивали бурну реакцију. Посебно су на удару његови врло искривљени коментари о женском полу и Јеврејима уопште. Његови критичари често међутим западну у критику свега оног што Борат чини и каже, као да се ради о стварном, а не о играном лику. Посебно је занимљиво да је сам Коен Јевреј, а по образовању врло добро познаје и разуме јеврејске теме.
Међу бројним особама које су се јавно згражале и оштро нападале тај тип хумора је на пример и Министарство спољњих послова Казахстана. Министарство је на крају, због страха од лошег публицитета, у једним од америчких новина штампале велике рекламе за Казахстан, тиме настојећи да прикажу стварну слику о тој земљи.
Житељи сиромашног румунског села Глод, које се налази на 140 километара северно од Букурешта, који су се у филму Борат: Културно уздизање у Америци за прављење користи славне нације Казахстана појавили као Боратови рођаци и суседи из Казахстана, доведени су у заблуду да се снима документарни филм о њиховом месту и њиховом тешком животу. О чему се стварно ради, сазнали су много касније из репортаже на румунској телевизији. Највише критика у британској и светској штампи изазвала је чињеница да су за то понижење сиромашни мештани добијали дневнице од по 15 леја (око 5 евра), док је филм зарадио преко шездесет милиона долара.

## ТВ и филм
Фиктивни лик Бората се појавио у три различита периода каријере Саше Коена: у Великој Британији, САД и на крају на великом платну у филму Културно уздизање у Америци за прављење користи славне нације Казахстана (2006), као и у наставку Накнадни филм (2020). Кратки сегменти који су направљени за потребе Али Џи Шоу-а су представљени као водичи-упутства кроз енглеску односно америчку културу и обичаје.

### Борат у Великој Британији
Као што је већ споменуто, Борат се први пут појавио у Али Џи шоу као казахстански новинар који је дошао у посету Великој Британији. За време те посете је интервјуисао многе људе који су несвесно били мета Боратове комедије. Да нико није остао непоштеђен говори и чињеница да несвесни саговорници казахстанског новинара били шаролики укључујући борце за људска права, Леди Челси као и чланови џентлменског клуба. Сегменти који су посвећени Великој Британији су: 
1. Правила понашања (ен. Etiquette)
2. Лов (ен. Hunting)
3. Кембриџ (ен. Cambridge)
4. Единбург и Хенли (ен. Edinburgh and Henley)

Водич за енглеске џентлмене (ен. English Gentleman), Политику (ен. Politics) и Спорт (ен. Sport) су припремљени али нису били приказани на телевизији него су светло дана угледали на ДВД-у Али Џија.

### Борат у САД
Док су Боратови суговорници били веома толерантни у Уједињеном Краљевству, реакције америчке популације биле су мање умерене али исто тако су и теме били више контроверзне. Борат у САД се састоји од 12 епизода:
1. Водич за изласке (ен. Dating)
2. Правила понашања (ен. Etiquette)
3. Глума (ен. Acting)
4. Мушкарци (ен. Men)
5. Бејзбол (ен. Baseball)
6. Југ (ен. The South)
7. Дегустација вина (ен. Wine Tasting)
8. Политика (ен. Politics)
9. Кантри музика (ен. Country Music)
10. Хобији (ен. Hobbies)
11. Куповање куће (ен. Buying a House)
12. Послови (ен. Jobs)

Упутство о животињама је исто тако припремљено али се само појавило на Али Џи ДВД-у. Упутство за лов је приказано само у Великој Британији због контроверзи.

### Борат: Културно уздизање у Америци за прављење користи славне нације Казахстана
Без имало сумње, филм о Борату је прекретница која је Бората тј. Сашу Коена прославила у целом свету. Филм је снимљен са целокупним буџетом од 18.000.000 америчких долара.

### Борат: Накнадни филм
Саша Барон Коен је репризирао улогу Бората и у наставку из 2020. године.